# Rejon Laçın
Rejon Laçın (w polskich opracowaniach spotykane są także formy Łaczyn, Laczin, Laczyn; azer. Laçın rayonu) – jeden z rejonów w zachodnim Azerbejdżanie. Do 2020 roku niemal cały obszar rejonu znajdował się pod kontrolą ormiańską i wchodził w skład nieuznawanej Republiki Górskiego Karabachu. Wtedy to rejon został zwrócony Azerbejdżanowi na mocy porozumienia o zawieszeniu broni, które zakończyło II wojnę o Górski Karabach.
W latach 1923–1929 powiat kurdystański w ramach Azerbejdżańskiej Socjalistycznej Republiki Radzieckiej. W 1930 roku stanowił część okręgu kurdystańskiego Azerbejdżańskiej SRR (wraz z obecnymi rejonami Qubadlı i Zəngilan i częścią rejonu Kəlbəcər).
W 1987 w rejonie utworzono Państwowy Rezerwat Przyrody Qaragöl.